# Sulzemoos
Sulzemoos è un comune tedesco di 2 591 abitanti, situato nel land della Baviera.